# Kdegames
kdegames は KDE 向けに作られたゲームを含むパッケージである。kdegames はカードゲーム、アーケードゲームやボードゲームを含む様々な種類のゲームを提供する。Linuxゲームに含まれる。

## ソフトウェアのリスト

### kdegames 4.0

#### アーケード
- KBounce - KDE 向けの JezzBall クローン
- KGoldRunner - ロードランナーの KDE クローン
- KLines - Lines のクローン
- Kolf - パターゴルフのシミュレーション
- KSameGame - 消すボールの壁
- KSpaceDuel - スペースウォー!ゲームの変種

#### ボード
- Bovo - 五目並べ
- KBattleship - KDE 向けの海戦ゲーム
- KMahjongg - 麻雀ソリティア
- Shisen-Sho - 四川省ゲーム
- KReversi - リバーシゲーム
- KFourInLine - 四目並べゲーム。KWin4 と呼ばれていた

#### カード
- KPatience - ソリティアゲームであるクロンダイク、スパイダー、フリーセルなどを含むカードゲーム
- Lt. Skat

#### サイコロ
- KJumpingCube
- Kiriki - ヤッツィーゲーム

#### 論理
- KAtomic - 1990年代前半の商用ゲーム Atomix のクローン
- KBlackBox - Black Box
- KMines - KDE 向けのマインスイーパ
- KNetwalk
- KSquares - Dots and Boxes ゲーム
- KSudoku - 数独ゲーム

#### 戦略
- Konquest

#### おもちゃ
- KTuberling - 子供向け Potato-guy ゲーム（Mr.ポテトヘッドという子供向けのおもちゃをモデルにしている）

### kdegames 4.1 における新規ゲーム
4.1リリースで多くの新規ゲームが追加される予定である。
- Kollision
- KBlocks - テトリスクローン
- Kubrick - ルービックキューブゲーム
- KDiamond - Bejeweled 型のゲーム
- KBreakout - ブロックくずし型のゲーム
- KSirk - Risk クローン

### kdegames 3 のみ
以下のゲームは KDE3 で kdegames モジュールの一部だったが、メンテナンスされていないので KDE4 リリースからは削除された。
- KPoker
- KAsteroids – KDE 向け Asteroids クローン
- KFoulEggs – ぷよぷよゲーム
- KSirtet – シンプルなテトリスのクローンで、商標問題を避けるために Tetris という名前を逆にした名前が付けられた。初期のバージョンは1998年に開発されたが、プロジェクトの開発は更に1996年まで遡る可能性がある[1]。最後の安定版は2002年12月にリリースされた。
- KSmileTris – テトリスの変種
- KSnake – Rattler Race の KDE クローン（Snake の変種）
- KTron – 基本的な Tron Light cycle レースゲーム
- Atlantik – KDE 向けモノポリー
- KBackgammon – KDE 向けバックギャモン
- KenolabA – KDE 向けアバロン
- Klickety – Klickety は KDE への clickomania / さめがめの翻案であり、KSameGame に似ている
- KSokoban – 倉庫番